# Julia Sauter

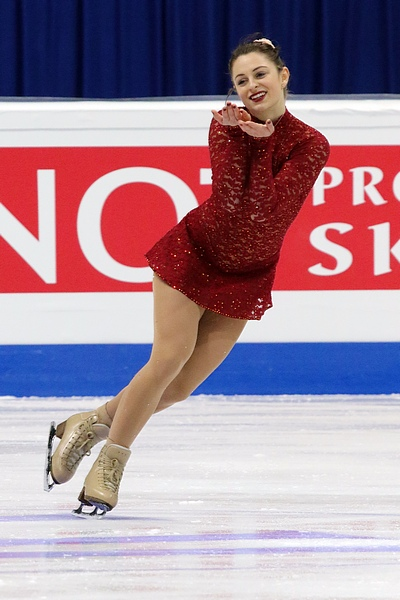
Julia Sauter în 2016

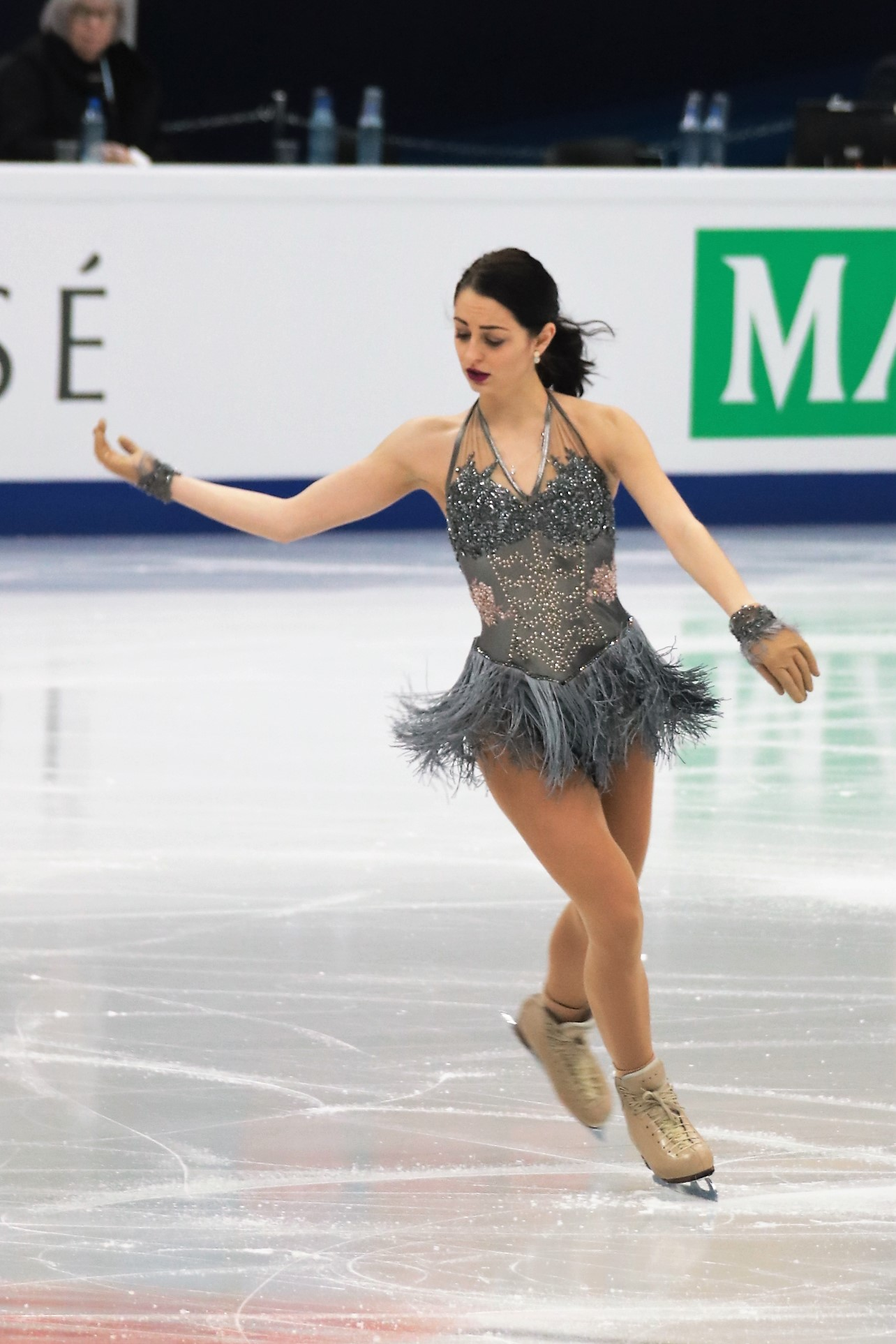
La CE din 2018

Julia Sauter (n. 18 iunie 1997, Weingarten, Baden-Württemberg, Germania) este o patinatoare artistică română de origine germană. A câștigat multiple medalii internaționale și titluri la campionatele naționale ale României.

## Carieră
Sportiva este născută și crescută în Germania. În 2010 și 2011, Julia a reprezentat Germania la evenimente internaționale de juniori, reprezentând pentru prima oară România la nivel internațional în martie 2013. Pregătită de antrenorul român Marius Negrea, participant la Jocurile Olimpice din 1992 și 1994, ea a fost convinsă de Negrea să reprezinte România.
La Campionatul European din 2019, s-a calificat pentru segmentul final, clasându-se pe locul 14. La Campionatul European din 2023 s-a clasat pe locul 10. Anul următor a ocupat locul 9 și la ediția din 2025 s-a clasat pe locul 7, obținând cea mai bună clasare a unei patinatoare din România la un Campionat European.
În 2021 s-a căsătorit cu jucătorul de hochei american Robbie Czarnik.

## Programe
| Sezon     | Program scurt | Program liber |
| --------- | --- | --- |
| 2013–2014 | - Dancing with the Muse de Chris Spheeris coregrafie de Roxana Luca                                                                   | - Beethoven's 5 Secrets de OneRepublic, The Piano Guys coregrafie de Roxana Luca                                                               |
| 2014–2015 | - Feeling Good de Michael Bublé coregrafie de Amani Fancy                                                                             | - Beethoven's 5 Secrets de OneRepublic, The Piano Guys coregrafie de Roxana Luca                                                               |
| 2015–2016 | - What a Wonderful World de Celine Dion coregrafie de Amani Fancy, Roxana Luca                                                        | - Adiós Nonino de Astor Piazzolla - Esperanza de Maxime Rodriguez - El Conquistador de Maxime Rodriguez coregrafie de Amani Fancy, Roxana Luca |
| 2016–2017 | - What a Wonderful World de Celine Dion coregrafie de Amani Fancy, Roxana Luca                                                        | - Adiós Nonino de Astor Piazzolla - Esperanza de Maxime Rodriguez - El Conquistador de Maxime Rodriguez coregrafie de Amani Fancy, Roxana Luca |
| 2017–2018 | - Burlesque - You Haven't Seen the Last of Me de Cher - Show Me How You Burlesque de Christina Aguilera coregrafie de Roxana Hartmann | - Jumping Jack de Big Bad Voodoo Daddy - Circles de Greta Svabo Bech - Booty Swing de Parov Stelar coregrafie de Roxana Hartmann               |
| 2018–2019 | - Earned It de Madilyn Bailey | - Jumping Jack de Big Bad Voodoo Daddy - Circles de Greta Svabo Bech - Booty Swing de Parov Stelar coregrafie de Roxana Hartmann               |
| 2021–2022 | - I Can't Go On Without You de Kaleo coregrafie de Roxana Luca                                                                        | - Unsteady de X-Ambassadors, Erich Lee coregrafie de Roxana Luca                                                                               |
| 2022–2023 | - In This Shirt de The Irrepressibles coregrafie de Roxana Luca                                                                       | - Unsteady de X-Ambassadors, Erich Lee coregrafie de Roxana Luca                                                                               |

## Clasări

### Pentru România
| Competiții internaționale seniori | Competiții internaționale seniori | Competiții internaționale seniori | Competiții internaționale seniori | Competiții internaționale seniori | Competiții internaționale seniori | Competiții internaționale seniori | Competiții internaționale seniori | Competiții internaționale seniori | Competiții internaționale seniori | Competiții internaționale seniori | Competiții internaționale seniori |
| Sezon                             | 12–13                             | 13–14                             | 14–15                             | 15–16                             | 16–17                             | 17–18                             | 18–19                             | 21–22                             | 22–23                             | 23–24                             | 24–25                             |
| --------------------------------- | --------------------------------- | --------------------------------- | --------------------------------- | --------------------------------- | --------------------------------- | --------------------------------- | --------------------------------- | --------------------------------- | --------------------------------- | --------------------------------- | --------------------------------- |
| Mondial                           |                                   |                                   |                                   |                                   |                                   |                                   | 29                                | 18                                | 20                                | 27                                |                                   |
| European                          |                                   |                                   | 35                                | 27                                | 25                                | 29                                | 14                                |                                   | 10                                | 9                                 | 7                                 |
| CS Inge Solar                     |                                   |                                   |                                   |                                   |                                   |                                   | 14                                |                                   |                                   |                                   |                                   |
| CS Nebelhorn                      |                                   |                                   | 11                                |                                   |                                   |                                   |                                   | 20                                |                                   |                                   |                                   |
| Jocurile Balcanice                |                                   |                                   |                                   |                                   |                                   | 1                                 |                                   |                                   |                                   |                                   |                                   |
| Bavarian Open                     |                                   |                                   | 10                                |                                   | 11                                |                                   |                                   |                                   |                                   |                                   |                                   |
| Coupe Printemps                   |                                   |                                   |                                   |                                   |                                   | 5                                 |                                   |                                   |                                   |                                   |                                   |
| Cupa Nice                         |                                   |                                   |                                   | 18                                |                                   |                                   |                                   | 3                                 | 8                                 |                                   |                                   |
| Crystal Skate                     |                                   | 12                                | 1                                 |                                   | 1                                 |                                   | 2                                 |                                   | 2                                 |                                   | 1                                 |
| Dragon Trophy                     |                                   |                                   |                                   |                                   | 6                                 |                                   |                                   | 3                                 | 2                                 |                                   |                                   |
| EduSport Trophy                   |                                   |                                   |                                   |                                   |                                   |                                   |                                   |                                   | 2                                 | 2                                 |                                   |
| Trofeul Egna                      |                                   |                                   |                                   |                                   |                                   | 3                                 |                                   |                                   |                                   |                                   |                                   |
| Golden Bear                       |                                   |                                   |                                   |                                   | 18                                |                                   |                                   |                                   |                                   |                                   |                                   |
| Cupa Merano                       |                                   |                                   |                                   |                                   | 9                                 |                                   |                                   |                                   |                                   |                                   |                                   |
| Cupa Santa Claus                  |                                   |                                   | 3                                 |                                   | 3                                 |                                   |                                   | 9                                 |                                   |                                   |                                   |
| Varșovia                          |                                   |                                   |                                   |                                   |                                   |                                   | 5                                 |                                   |                                   |                                   | 17                                |
| Competiții internaționale juniori |                                   |                                   |                                   |                                   |                                   |                                   |                                   |                                   |                                   |                                   |                                   |
| Mondial                           |                                   | 34                                | 25                                | 32                                |                                   |                                   |                                   |                                   |                                   |                                   |                                   |
| JGP Croația                       |                                   |                                   | 21                                |                                   |                                   |                                   |                                   |                                   |                                   |                                   |                                   |
| Bavarian Open                     |                                   | 9                                 |                                   |                                   |                                   |                                   |                                   |                                   |                                   |                                   |                                   |
| Coupe Printemps                   | 4                                 |                                   |                                   |                                   |                                   |                                   |                                   |                                   |                                   |                                   |                                   |
| Crystal Skate                     |                                   |                                   |                                   | 1                                 |                                   |                                   |                                   |                                   |                                   |                                   |                                   |
| Dragon Trophy                     |                                   |                                   |                                   | 1                                 |                                   |                                   |                                   |                                   |                                   |                                   |                                   |
| Cupa MNNT                         |                                   |                                   |                                   | 7                                 |                                   |                                   |                                   |                                   |                                   |                                   |                                   |
| Competiții naționale              |                                   |                                   |                                   |                                   |                                   |                                   |                                   |                                   |                                   |                                   |                                   |
| România                           | 2                                 | 1                                 | 1                                 | 1                                 | 1                                 |                                   | 1                                 | 1                                 | 1                                 | 1                                 | 1                                 |

### Pentru Germania
| Competiții internaționale juniori | Competiții internaționale juniori | Competiții internaționale juniori | Competiții internaționale juniori |
| Sezon                             | 2009–10                           | 2010–11                           | 2011–12                           |
| --------------------------------- | --------------------------------- | --------------------------------- | --------------------------------- |
| Bavarian Open                     |                                   | 15                                |                                   |
| Cupa Santa Claus                  |                                   | 10                                |                                   |
| Competiții naționale              |                                   |                                   |                                   |
| Germania                          | 7 N                               | 15 J                              | 21 J                              |

## Legături externe
Materiale media legate de Julia Sauter la Wikimedia Commons
- Julia Sauter pe site-ul Uniunii Internaționale de Patinaj